# Campionati europei cadetti di scherma 2025
I Campionati europei cadetti di scherma del 2025 ("2025 European Cadets Fencing Championships"), sono stati organizzati dalla Confederazione europea di scherma, e si sono svolti allo Spor Salonu di Adalia in Turchia, dal 23 al 26 febbraio 2025.
Nel fioretto, si sono aggiudicati i titoli dei campionati europei il magiaro Hunor Kosztolanyi, che ha battuto in finale l'italiano Marco Panazzolo, e la turca Alara Atmaca che ha avuto la meglio sulla la polacca Karolina Makawska.
Nella spada il magiaro Donat Kiss ha battuto in finale l'italiano Niccolò Sonnessa, ottenendo il titolo europeo cadetti maschile, mentre tra le donne l'ucraina Alina Dmytruk ha superato l'italiana Ludovica Costantini.
Nella sciabola il turco Candeniz Berrak prevale sul il bulgaro Tomas Georgiev, mentre l'italiana Francesca Romana Lentini ha battuto la rumena Amalia Covaliu.
Nei campionati europei cadetti a squadre maschili, la nazionale italiana ha prevalso nella finale del fioretto contro la Francia, mentre la nazionale italiana ha vinto nella spada contro la formazione magiara, ed infine la nazionale turca ha avuto la meglio sulla la compagine italiana nella sciabola.
Nei campionati europei cadetti a squadre femminili, la nazionale italiana ha prevalso nella finale del fioretto contro la Polonia, l'Ucraina ha vinto nella spada contro la compagine magiara, ed infine la formazione italiana ha avuto la meglio sulla la nazionale magiara nella sciabola.

## Podi

### Uomini
| Specialità  | Oro                                                                      | Argento                                                                  | Bronzo                                                                      |
| Individuali |                                                                          |                                                                          |                                                                             |
| Fioretto    | Hunor Kosztolanyi                                                        | Marco Panazzolo                                                          | Nicolò Collini Lucas Robiner                                                |
| Spada       | Donat Kiss                                                               | Niccolò Sonnessa                                                         | Francesco Delfino Arsenii Karapysh                                          |
| Sciabola    | Candeniz Berrak                                                          | Tomas Georgiev                                                           | Andrea Tribuno Leonard Weber                                                |
| A squadre   |                                                                          |                                                                          |                                                                             |
| Fioretto    | Italia Mattia Gianese Nicolò Collini Marco Panazzolo Emanuele Iaquinta   | Francia Mahel Boumaza Evan Darmani Leo Singharat Blanchard Lucas Robinet | Ungheria Hunor Kosztolanyi Aron Bodor Roland Grosz Csanad Rozsa             |
| Spada       | Italia Riccardo Magni Francesco Delfino Davide Del Prete Nicolo Sonnessa | Ungheria Aron Petrovszki Benjamin Makai Lenard Koch Donat Kiss           | Belgio Alexander De Winter Wout Van Laecke Matthys Hercot Achille Grandjean |
| Sciabola    | Turchia Yigit Ayaz Poyraz Kumuk Arda Takka Candeniz Berrak               | Italia Leonardo Reale Andrea Tribuno Davide Vivaldi Christian Avaltroni  | Francia Ulysse Le Gac Briand Maxence Bloin Lino Vacca BAPTISTE Hospital     |

### Donne
| Specialità  | Oro                                                                                  | Argento                                                               | Bronzo                                                                     |
| Individuali |                                                                                      |                                                                       |                                                                            |
| Fioretto    | Alara Atmaca                                                                         | Karolina Makawska                                                     | Giorgia Ruta Elizaveta Kopyltsova                                          |
| Spada       | Alina Dmytruk                                                                        | Ludovica Costantini                                                   | Natalia Constantin Rubeen Rembi                                            |
| Sciabola    | Francesca Romana Lentini                                                             | Amalia Covaliu                                                        | Irmak Senoglu Boglarka Komjathy                                            |
| A squadre   |                                                                                      |                                                                       |                                                                            |
| Fioretto    | Italia Alessandra Tavola Giorgia Ruta Sofia Mancini Maria Elisa Fattori              | Polonia Karolina Makowska Zofia Mikulicka Danuta Tym Michalina Bartol | Ungheria Szilvia Mahovszkij Boglarka Markus Borbala Simon Xinyao Zhou      |
| Spada       | Ucraina Valeriia Bilous-Gridzhak Polina Spyrydonova Alina Dmytruk Marharyta Anharska | Ungheria Anna Szilard Izabella Ronaszeki Lotti Horvath Hanna Terhes   | Rep. Ceca Natalie Coufalova Eliska Kahabkova Adela Bartoskova Hana Jurkova |
| Sciabola    | Italia Francesca Romana Lentini Vittoria Mocci Vittoria Fusetti Anna Torre           | Ungheria Szonja Felfoldi Brigitta Racz Adel Kovacs Boglarka Komjathy  | Turchia Irem Guner Ece Ozturk Duru Ayse Ozgonul irmak Senoglu              |